# Serica emeishanica
Serica emeishanica är en skalbaggsart som beskrevs av Ahrens 2005. Serica emeishanica ingår i släktet Serica och familjen Melolonthidae. Inga underarter finns listade i Catalogue of Life.